# Abbondio Smerghetto
Abbondio Smerghetto (Venezia, 10 marzo 1931 – Venezia, 17 ottobre 2018) è stato un canottiere italiano.

## Biografia
Nato a Venezia nel 1931, soprannominato Bondio, era tesserato per la Canottieri Bucintoro della sua città.
A 21 anni partecipò ai Giochi olimpici di Helsinki 1952, nel quattro con, insieme a Tarquinio Angiolin, Amedeo Scarpi, Albino Trevisan e al timoniere Domenico Cambieri, arrivando terzo nei quarti di finale con il tempo di 7'20"5 dietro a Francia e Unione Sovietica (passavano il turno le prime due), vincendo il primo ripescaggio in 7'06"0, ma non superando il secondo, dove terminò secondo con il tempo di 7'06"0, dietro alla Svizzera, poi argento (andava in finale solo il primo equipaggio).
Morì nel 2018, a 87 anni.